# 暁照雄・光雄
暁 照雄・光雄（あかつき てるお・みつお）は、松竹芸能所属の音曲漫才コンビ。それぞれが三味線を持って演奏しながらしゃべるスタイルで人気を博した。

## メンバー
- 暁 照雄（あかつき てるお、1937年5月17日[1] - 2015年5月29日[2]）本名：浜田 登志夫（はまだ としお）[2]。徳島県阿南市羽ノ浦町出身。血液型はA型[要出典]。

立ち位置は舞台の上手。
父は浪曲師兼興行師で、兄も浪曲師。長男は弁護士・政治家・高槻市長の濱田剛史。
幼少時から地元ののど自慢大会で入賞したり、大衆演劇の子役として舞台に立ったりし、地元の天狗連（素人によるグループ）内では、天才少年浪曲師として知られたという。1948年、2代目東洋軒雷右衛門に弟子入りし、東洋軒雷坊の名をもらう。すでに2席の曲をマスターしていたため、入門翌日に宇和島の融通座で初舞台を踏む。浪曲のほか、芸者だった雷右衛門の妻らから三味線、端唄、小唄を仕込まれた。14歳で座長に昇格し独立し、自身の一座を率いて旅回りに出たが、のどを傷めて休業を余儀なくされる。1954年、別の浪曲一座の曲師として帯同したことをきっかけに活動を再開し、「暁輝雄」と改名する。その後は東京に出て浪曲師・三門博の曲師を務めたり、大阪で河内音頭の鉄砲光三郎と組んで新世界新花月や道頓堀角座に上がったりするなどした。
その頃、松竹芸能の勝忠男と長谷川幸延は、人気のあったタイヘイトリオのような浪曲漫才路線のユニットの売り出しを目指していた。輝雄は知己のあった4代目宮川左近に声を掛けられ、1958年に松島一夫、高島和夫とともに宮川左近ショーを結成した。しばらく後、メンバーの名の「夫」の字を合わせるため「暁照夫」に改名。
宮川左近ショーは1972年に第7回上方漫才大賞を受賞するなど、上方演芸界で永らく大看板を張るが、1986年に宮川左近の病死にともなってトリオ消滅。照夫はコンビ結成まで、ピンの三味線漫談に転向した。
コンビでの活動のかたわら、浪曲や三味線漫談の一人舞台もつとめた。2008年に『暁照夫記念公演』の成果によって第63回文化庁芸術祭賞・大衆演芸部門大賞を受賞した。2013年7月、「暁照雄」に改名。
2015年5月29日、下咽頭がんのため大阪市内の病院で死去した。78歳没。
大阪・千日前でスナック「三味」（しゃみ）を経営していた。
弟子に相方の暁光雄および、暁明夫・あきらがいる。
- 暁 光雄（あかつき みつお、1962年5月15日 - ）本名：姫野 栄一（ひめの えいいち）。宮崎県出身。血液型A型[5]。

立ち位置は舞台の下手。
初芝高校在学中は、やり投げでインターハイに出場。高校の2年先輩に、松竹芸能の同僚でもある内海英華がいる。
1984年3月に照夫に弟子入り。コンビを正式結成するまで、照夫のピンでの高座のサポートを行っていた。
芸能界入り後『ビートたけしのスポーツ大将』に出演し、やり投げ部門で優勝したことがある。
2013年7月、「暁光夫」から「暁光雄」に改名。

## コンビ略歴
宮川左近ショー消滅の翌1987年、元メンバーの照雄（当時は照夫）と弟子の光雄（当時は光夫）によって、暁照夫・光夫として結成。照雄の高座の最中に光雄が上げられ、ふたりで合奏しているのを見たフラワーショウの華ばらが「バランスがいいで」と絶賛したことがきっかけだった。照夫・光夫としての初舞台は、1987年1月21日の浪花座正月下席。
初めの頃は左近ショーの強烈な印象と比較されたり、光夫が舞台上で師匠に対して遠慮がちだったりで、なかなか受けなかったという。
2013年7月、コンビ名を暁照雄・光雄に改名。
2015年5月、照雄の死去によりコンビ解散。同年8月31日から9月6日まで「暁照雄追悼公演」をDAIHATSU MOVE 道頓堀角座で開催。その最終日、光雄と弟弟子の明夫・あきらとで新たなトリオを結成することが発表された。トリオ名は「暁トリオ」（あかつきトリオ）で、2016年1月2日にお披露目される。

## 芸風・ギャグ
- 照雄がひとしきり三味線の早弾きを披露した上で、「……なんでこんなにうまいんやろ」とうぬぼれるギャグは、左近ショー以来の定番である。照雄は左近ショー時代同様、三味線用のバチではなく、ギターピックを用いており、弟子の光雄および明夫も同様の奏法である。
- 歌謡曲、演歌などの歌ネタを積極的に取り入れる。
- NHKラジオ上方演芸会に出演する際は、その時点で放送されている大河ドラマを題材にした新ネタを披露していた。

## 出版
いずれも暁照夫名義
楽曲
- 徳島の夜 - EPレコード、1980年8月

著書
- 泣いて笑ってちりとてちん―三味線かかえて40年 ある幸せなる芸人の浪花節的人生論 - 1990年、メタモル出版 ISBN 4895950212